# Scottish League Cup 1956/57
Der Scottish League Cup wurde 1956/57 zum 11. Mal ausgespielt. Der schottische Fußball-Ligapokal, der unter den Teilnehmern der Scottish Football League ausgetragen wurde, begann am 11. August 1956 und endete mit dem Wiederholungsfinale am 31. Oktober 1956 im Hampden Park von Glasgow. Als Titelverteidiger startete der FC Aberdeen in den Wettbewerb der sich im Vorjahresfinale gegen den FC St. Mirren durchgesetzt hatte. Im diesjährigen Endspiel traf Celtic Glasgow auf Partick Thistle. Die Bhoys erreichten zum ersten Mal das Endspiel im Ligapokal. Für die Jags war es die zweite Finalteilnahme nach 1954. Celtic gewann nach einem 0:0 im ersten Spiel das Wiederholungsfinale mit 3:0. Durch einen Doppelpack von John McPhail und einem weiteren Treffer von Bobby Collins konnte Celtic erstmals den Ligapokal gewinnen. Die Jags verloren nach 1954 gegen den FC East Fife zum zweiten Mal das Endspiel. In der schottischen Meisterschaft wurde Celtic Tabellenfünfter siebzehn Punkter hinter dem Meister, den Glasgow Rangers. Die Jags wurden Achter.

## Gruppenphase

### Gruppe 1
Ausgetragen wurden die Begegnungen zwischen dem 11. August und 1. September 1956.
| Pl. | Verein           | Sp. | S | U | N | Tore    | Diff. | Punkte |
| --- | ---------------- | --- | - | - | - | ------- | ----- | ------ |
| 1.  | FC Dundee        | 6   | 5 | 1 | 0 | 016:500 | +11   | 11     |
| 2.  | Raith Rovers     | 6   | 3 | 1 | 2 | 012:100 | +2    | 07     |
| 3.  | FC Motherwell    | 6   | 2 | 0 | 4 | 012:100 | +2    | 04     |
| 4.  | Airdrieonians FC | 6   | 1 | 0 | 5 | 009:240 | −15   | 02     |

| 1. Spieltag      |     |                  |
| FC Motherwell    | 0:1 | FC Dundee        |
| Raith Rovers     | 4:2 | Airdrieonians FC |
| 2. Spieltag      |     |                  |
| Airdrieonians FC | 1:3 | FC Motherwell    |
| FC Dundee        | 1:0 | Raith Rovers     |
| 3. Spieltag      |     |                  |
| FC Dundee        | 3:1 | Airdrieonians FC |
| Raith Rovers     | 4:2 | FC Motherwell    |
| 4. Spieltag      |     |                  |
| Airdrieonians FC | 3:1 | Raith Rovers     |
| FC Dundee        | 2:1 | FC Motherwell    |
| 5. Spieltag      |     |                  |
| FC Motherwell    | 6:1 | Airdrieonians FC |
| Raith Rovers     | 2:2 | FC Dundee        |
| 6. Spieltag      |     |                  |
| Airdrieonians FC | 1:7 | FC Dundee        |
| FC Motherwell    | 0:1 | Raith Rovers     |

### Gruppe 2
Ausgetragen wurden die Begegnungen zwischen dem 11. August und 1. September 1956.
| Pl. | Verein          | Sp. | S | U | N | Tore    | Diff. | Punkte |
| --- | --------------- | --- | - | - | - | ------- | ----- | ------ |
| 1.  | Celtic Glasgow  | 6   | 5 | 1 | 0 | 010:500 | +5    | 11     |
| 2.  | Glasgow Rangers | 6   | 4 | 1 | 1 | 018:600 | +12   | 09     |
| 3.  | FC Aberdeen     | 6   | 1 | 0 | 5 | 011:180 | −7    | 02     |
| 4.  | FC East Fife    | 6   | 1 | 0 | 5 | 005:150 | −10   | 02     |

| 1. Spieltag     |     |                 |
| FC Aberdeen     | 1:2 | Celtic Glasgow  |
| Glasgow Rangers | 3:0 | FC East Fife    |
| 2. Spieltag     |     |                 |
| Celtic Glasgow  | 2:1 | Glasgow Rangers |
| FC East Fife    | 2:1 | FC Aberdeen     |
| 3. Spieltag     |     |                 |
| FC Aberdeen     | 2:6 | Glasgow Rangers |
| Celtic Glasgow  | 2:1 | FC East Fife    |
| 4. Spieltag     |     |                 |
| Celtic Glasgow  | 3:2 | FC Aberdeen     |
| FC East Fife    | 1:4 | Glasgow Rangers |
| 5. Spieltag     |     |                 |
| FC Aberdeen     | 4:1 | FC East Fife    |
| Glasgow Rangers | 0:0 | Celtic Glasgow  |
| 6. Spieltag     |     |                 |
| FC East Fife    | 0:1 | Celtic Glasgow  |
| Glasgow Rangers | 4:1 | FC Aberdeen     |

### Gruppe 3
Ausgetragen wurden die Begegnungen zwischen dem 11. August und 1. September 1956.
| Pl. | Verein               | Sp. | S | U | N | Tore    | Diff. | Punkte |
| --- | -------------------- | --- | - | - | - | ------- | ----- | ------ |
| 1.  | Dunfermline Athletic | 6   | 3 | 2 | 1 | 010:500 | +5    | 08     |
| 2.  | FC St. Mirren        | 6   | 2 | 3 | 1 | 009:600 | +3    | 07     |
| 3.  | Queen of the South   | 6   | 1 | 3 | 2 | 006:800 | −2    | 05     |
| 4.  | FC Kilmarnock        | 6   | 1 | 2 | 3 | 008:140 | −6    | 04     |

| 1. Spieltag          |     |                      |
| FC Kilmarnock        | 0:0 | Dunfermline Athletic |
| Queen of the South   | 0:0 | FC St. Mirren        |
| 2. Spieltag          |     |                      |
| Dunfermline Athletic | 2:1 | Queen of the South   |
| FC St. Mirren        | 2:2 | FC Kilmarnock        |
| 3. Spieltag          |     |                      |
| FC Kilmarnock        | 2:3 | Queen of the South   |
| FC St. Mirren        | 2:0 | Dunfermline Athletic |
| 4. Spieltag          |     |                      |
| Dunfermline Athletic | 5:1 | FC Kilmarnock        |
| FC St. Mirren        | 1:1 | Queen of the South   |
| 5. Spieltag          |     |                      |
| FC Kilmarnock        | 1:4 | FC St. Mirren        |
| Queen of the South   | 1:1 | Dunfermline Athletic |
| 6. Spieltag          |     |                      |
| Dunfermline Athletic | 2:0 | FC St. Mirren        |
| Queen of the South   | 0:2 | FC Kilmarnock        |

### Gruppe 4
Ausgetragen wurden die Begegnungen zwischen dem 11. August und 1. September 1956.
| Pl. | Verein              | Sp. | S | U | N | Tore    | Diff. | Punkte |
| --- | ------------------- | --- | - | - | - | ------- | ----- | ------ |
| 1.  | Partick Thistle     | 6   | 4 | 2 | 0 | 015:600 | +9    | 10     |
| 2.  | Heart of Midlothian | 6   | 3 | 2 | 1 | 017:800 | +9    | 08     |
| 3.  | FC Falkirk          | 6   | 2 | 1 | 3 | 006:100 | −4    | 05     |
| 4.  | Hibernian Edinburgh | 6   | 0 | 1 | 5 | 005:190 | −14   | 01     |

| 1. Spieltag         |     |                     |
| FC Falkirk          | 0:2 | Partick Thistle     |
| Heart of Midlothian | 6:1 | Hibernian Edinburgh |
| 2. Spieltag         |     |                     |
| Hibernian Edinburgh | 0:1 | FC Falkirk          |
| Partick Thistle     | 3:1 | Heart of Midlothian |
| 3. Spieltag         |     |                     |
| Heart of Midlothian | 5:0 | FC Falkirk          |
| Partick Thistle     | 4:1 | Hibernian Edinburgh |
| 4. Spieltag         |     |                     |
| Hibernian Edinburgh | 1:2 | Heart of Midlothian |
| Partick Thistle     | 2:0 | FC Falkirk          |
| 5. Spieltag         |     |                     |
| FC Falkirk          | 4:0 | Hibernian Edinburgh |
| Heart of Midlothian | 2:2 | Partick Thistle     |
| 6. Spieltag         |     |                     |
| FC Falkirk          | 1:1 | Heart of Midlothian |
| Hibernian Edinburgh | 2:2 | Partick Thistle     |

### Gruppe 5
Ausgetragen wurden die Begegnungen zwischen dem 11. August und 1. September 1956.
| Pl. | Verein              | Sp. | S | U | N | Tore    | Diff. | Punkte |
| --- | ------------------- | --- | - | - | - | ------- | ----- | ------ |
| 1.  | Brechin City        | 6   | 4 | 1 | 1 | 020:800 | +12   | 09     |
| 2.  | Hamilton Academical | 6   | 3 | 1 | 2 | 014:140 | ±0    | 07     |
| 3.  | FC Dumbarton        | 6   | 2 | 1 | 3 | 015:220 | −7    | 05     |
| 4.  | Alloa Athletic      | 6   | 1 | 1 | 4 | 009:140 | −5    | 03     |

| 1. Spieltag         |     |                     |
| Alloa Athletic      | 3:1 | Hamilton Academical |
| FC Dumbarton        | 1:8 | Brechin City        |
| 2. Spieltag         |     |                     |
| Brechin City        | 3:1 | Alloa Athletic      |
| Hamilton Academical | 5:3 | FC Dumbarton        |
| 3. Spieltag         |     |                     |
| FC Dumbarton        | 1:1 | Alloa Athletic      |
| Hamilton Academical | 1:1 | Brechin City        |
| 4. Spieltag         |     |                     |
| Brechin City        | 3:4 | FC Dumbarton        |
| Hamilton Academical | 3:2 | Alloa Athletic      |
| 5. Spieltag         |     |                     |
| Alloa Athletic      | 1:3 | Brechin City        |
| FC Dumbarton        | 3:4 | Hamilton Academical |
| 6. Spieltag         |     |                     |
| Alloa Athletic      | 1:3 | FC Dumbarton        |
| Brechin City        | 2:0 | Hamilton Academical |

### Gruppe 6
Ausgetragen wurden die Begegnungen zwischen dem 11. August und 1. September 1956.
| Pl. | Verein          | Sp. | S | U | N | Tore    | Diff. | Punkte |
| --- | --------------- | --- | - | - | - | ------- | ----- | ------ |
| 1.  | FC Cowdenbeath  | 6   | 4 | 1 | 1 | 011:400 | +7    | 09     |
| 2.  | Greenock Morton | 6   | 2 | 3 | 1 | 008:500 | +3    | 07     |
| 3.  | FC Stranraer    | 6   | 1 | 2 | 3 | 009:120 | −3    | 04     |
| 4.  | Berwick Rangers | 6   | 1 | 2 | 3 | 006:130 | −7    | 04     |

| 1. Spieltag     |     |                 |
| FC Cowdenbeath  | 1:1 | FC Stranraer    |
| Greenock Morton | 1:1 | Berwick Rangers |
| 2. Spieltag     |     |                 |
| Berwick Rangers | 0:3 | FC Cowdenbeath  |
| FC Stranraer    | 1:4 | Greenock Morton |
| 3. Spieltag     |     |                 |
| FC Cowdenbeath  | 0:1 | Greenock Morton |
| FC Stranraer    | 5:2 | Berwick Rangers |
| 4. Spieltag     |     |                 |
| Berwick Rangers | 1:1 | Greenock Morton |
| FC Stranraer    | 1:3 | FC Cowdenbeath  |
| 5. Spieltag     |     |                 |
| FC Cowdenbeath  | 3:1 | Berwick Rangers |
| Greenock Morton | 1:1 | FC Stranraer    |
| 6. Spieltag     |     |                 |
| Berwick Rangers | 1:0 | FC Stranraer    |
| Greenock Morton | 0:1 | FC Cowdenbeath  |

### Gruppe 7
Ausgetragen wurden die Begegnungen zwischen dem 11. August und 1. September 1956.
| Pl. | Verein           | Sp. | S | U | N | Tore    | Diff. | Punkte |
| --- | ---------------- | --- | - | - | - | ------- | ----- | ------ |
| 1.  | FC Clyde         | 6   | 5 | 1 | 0 | 019:500 | +14   | 11     |
| 2.  | FC St. Johnstone | 6   | 3 | 1 | 2 | 007:120 | −5    | 07     |
| 3.  | FC Queen’s Park  | 6   | 2 | 1 | 3 | 007:700 | ±0    | 05     |
| 4.  | Stirling Albion  | 6   | 0 | 1 | 5 | 001:100 | −9    | 01     |

| 1. Spieltag      |     |                  |
| FC Clyde         | 2:1 | Stirling Albion  |
| FC St. Johnstone | 2:1 | FC Queen’s Park  |
| 2. Spieltag      |     |                  |
| FC Queen’s Park  | 0:1 | FC Clyde         |
| Stirling Albion  | 0:0 | FC St. Johnstone |
| 3. Spieltag      |     |                  |
| FC St. Johnstone | 1:6 | FC Clyde         |
| Stirling Albion  | 0:2 | FC Queen’s Park  |
| 4. Spieltag      |     |                  |
| FC Queen’s Park  | 0:2 | FC St. Johnstone |
| Stirling Albion  | 0:3 | FC Clyde         |
| 5. Spieltag      |     |                  |
| FC Clyde         | 2:2 | FC Queen’s Park  |
| FC St. Johnstone | 1:0 | Stirling Albion  |
| 6. Spieltag      |     |                  |
| FC Clyde         | 5:1 | FC St. Johnstone |
| FC Queen’s Park  | 2:0 | Stirling Albion  |

### Gruppe 8
Ausgetragen wurden die Begegnungen zwischen dem 11. August und 1. September 1956.
| Pl. | Verein           | Sp. | S | U | N | Tore    | Diff. | Punkte |
| --- | ---------------- | --- | - | - | - | ------- | ----- | ------ |
| 1.  | Dundee United    | 6   | 3 | 1 | 2 | 016:110 | +5    | 07     |
| 2.  | Ayr United       | 6   | 2 | 3 | 1 | 014:130 | +1    | 07     |
| 3.  | FC Stenhousemuir | 6   | 3 | 1 | 2 | 013:180 | −5    | 07     |
| 4.  | Third Lanark     | 6   | 1 | 1 | 4 | 015:160 | −1    | 03     |

| 1. Spieltag      |     |                  |
| Dundee United    | 6:1 | Ayr United       |
| Third Lanark     | 8:2 | FC Stenhousemuir |
| 2. Spieltag      |     |                  |
| Ayr United       | 3:3 | Third Lanark     |
| FC Stenhousemuir | 3:2 | Dundee United    |
| 3. Spieltag      |     |                  |
| FC Stenhousemuir | 1:1 | Ayr United       |
| Third Lanark     | 1:2 | Dundee United    |
| 4. Spieltag      |     |                  |
| Ayr United       | 1:1 | Dundee United    |
| FC Stenhousemuir | 2:1 | Third Lanark     |
| 5. Spieltag      |     |                  |
| Dundee United    | 3:4 | FC Stenhousemuir |
| Third Lanark     | 1:5 | Ayr United       |
| 6. Spieltag      |     |                  |
| Ayr United       | 3:1 | FC Stenhousemuir |
| Dundee United    | 2:1 | Third Lanark     |

### Gruppe 9
Ausgetragen wurden die Begegnungen zwischen dem 11. August und 1. September 1956.
| Pl. | Verein                | Sp. | S | U | N | Tore    | Diff. | Punkte |
| --- | --------------------- | --- | - | - | - | ------- | ----- | ------ |
| 1.  | FC Arbroath           | 4   | 3 | 0 | 1 | 013:300 | +10   | 06     |
| 2.  | Albion Rovers         | 4   | 3 | 0 | 1 | 018:100 | +8    | 06     |
| 3.  | Forfar Athletic       | 4   | 2 | 0 | 2 | 007:800 | −1    | 04     |
| 4.  | FC East Stirlingshire | 4   | 2 | 0 | 2 | 006:120 | −6    | 04     |
| 5.  | FC Montrose           | 4   | 0 | 0 | 4 | 006:170 | −11   | 0      |

| 1. Spieltag           |     |                       |
| Albion Rovers         | 2:1 | FC Arbroath           |
| FC Montrose           | 2:3 | Forfar Athletic       |
| 2. Spieltag           |     |                       |
| FC East Stirlingshire | 3:0 | FC Montrose           |
| Forfar Athletic       | 4:2 | Albion Rovers         |
| 3. Spieltag           |     |                       |
| Albion Rovers         | 9:2 | FC East Stirlingshire |
| FC Arbroath           | 3:0 | Forfar Athletic       |
| 4. Spieltag           |     |                       |
| FC East Stirlingshire | 0:3 | FC Arbroath           |
| FC Montrose           | 3:5 | Albion Rovers         |
| 5. Spieltag           |     |                       |
| FC Arbroath           | 6:1 | FC Montrose           |
| Forfar Athletic       | 0:1 | FC East Stirlingshire |

## Supplementary Round
Ausgetragen wurde die Extrarunde am 3. und 5. September 1956.
|             | Gesamt |               | Hinspiel | Rückspiel |
| ----------- | ------ | ------------- | -------- | --------- |
| FC Arbroath | 2:5    | Dundee United | 2:0      | 0:5       |

## Viertelfinale
Ausgetragen wurden die Hinspiele am 12. September 1956. Die Rückspiele fanden am 15. und 18. September 1956 statt.
|                | Gesamt |                      | Hinspiel | Rückspiel |
| -------------- | ------ | -------------------- | -------- | --------- |
| Brechin City   | 4:5    | FC Clyde             | 3:2      | 1:3       |
| Celtic Glasgow | 6:3    | Dunfermline Athletic | 6:0      | 0:3       |
| FC Cowdenbeath | 2:4    | Partick Thistle      | 1:2      | 1:2       |
| FC Dundee      | 8:5    | Dundee United        | 7:3      | 1:2       |

## Halbfinale
Ausgetragen wurden die Spiele am 6. Oktober 1956. Das Wiederholungsspiel wurde am 9. Oktober 1956 ausgetragen.
|                | Ergebnis  |                 |
| -------------- | --------- | --------------- |
| Celtic Glasgow | 2:0       | FC Clyde        |
| FC Dundee      | 0:0 n. V. | Partick Thistle |

### Wiederholungsspiel
|                 | Ergebnis |           |
| --------------- | -------- | --------- |
| Partick Thistle | 3:2      | FC Dundee |

## Finale
| Celtic Glasgow                             | Celtic Glasgow | Partick Thistle | Partick Thistle |
| ------------------------------------------ | --- | --- | --------------- |
| Celtic Glasgow                             | \| Finale \| \| 27. Oktober 1956 in Glasgow (Hampden Park) \| \| Ergebnis: 0:0 \| \| Zuschauer: 58.794 \| \| Schiedsrichter: John Mowat \| \| Spielbericht \|                          | \| Finale \| \| 27. Oktober 1956 in Glasgow (Hampden Park) \| \| Ergebnis: 0:0 \| \| Zuschauer: 58.794 \| \| Schiedsrichter: John Mowat \| \| Spielbericht \|                            | Partick Thistle |
| Celtic Glasgow                             | Dick Beattie – Mike Haughney, Sean Fallon, Bertie Peacock, John Jack – Bobby Evans, Bobby Collins, Charlie Tully – Willie Fernie, Jimmy Walsh, John McPhail Cheftrainer: Jimmy McGrory | Tommy Ledgerwood – Andy Kerr, Bobby Gibb, Peter Collins – David Mathers, John McKenzie, Jimmy Davidson, Tommy Ewing – Alex Wright, George Smith, Joe Hogan Cheftrainer: David Meiklejohn | Partick Thistle |
| Finale                                     | | |                 |
| 27. Oktober 1956 in Glasgow (Hampden Park) | | |                 |
| Ergebnis: 0:0                              | | |                 |
| Zuschauer: 58.794                          | | |                 |
| Schiedsrichter: John Mowat                 | | |                 |
| Spielbericht                               | | |                 |

## Wiederholungsfinale
| Celtic Glasgow                             | Celtic Glasgow | Partick Thistle | Partick Thistle |
| ------------------------------------------ | --- | --- | --------------- |
| Celtic Glasgow                             | \| Wiederholungsfinale \| \| 31. Oktober 1956 in Glasgow (Hampden Park) \| \| Ergebnis: 3:0 (0:0) \| \| Zuschauer: 31.156 \| \| Schiedsrichter: John Mowat \| \| Spielbericht \|       | \| Wiederholungsfinale \| \| 31. Oktober 1956 in Glasgow (Hampden Park) \| \| Ergebnis: 3:0 (0:0) \| \| Zuschauer: 31.156 \| \| Schiedsrichter: John Mowat \| \| Spielbericht \|      | Partick Thistle |
| Celtic Glasgow                             | Dick Beattie – Mike Haughney, Sean Fallon, Bertie Peacock, John Jack – Bobby Evans, Bobby Collins, Charlie Tully – Willie Fernie, Neil Mochan, John McPhail Cheftrainer: Jimmy McGrory | Tommy Ledgerwood – Andy Kerr, Bobby Gibb, Peter Collins, Crawford – David Mathers, John McKenzie, Davie McParland, Tommy Ewing – Alex Wright, Joe Hogan Cheftrainer: David Meiklejohn | Partick Thistle |
| Celtic Glasgow                             | 1:0 John McPhail (49.) 2:0 John McPhail (52.) 3:0 Bobby Collins (61.) | | Partick Thistle |
| Wiederholungsfinale                        | | |                 |
| 31. Oktober 1956 in Glasgow (Hampden Park) | | |                 |
| Ergebnis: 3:0 (0:0)                        | | |                 |
| Zuschauer: 31.156                          | | |                 |
| Schiedsrichter: John Mowat                 | | |                 |
| Spielbericht                               | | |                 |